# Episodi di Ultima traccia: Berlino (settima stagione)
La settima stagione della serie televisiva Ultima traccia: Berlino, composta da 12 episodi, è stata trasmessa sul canale tedesco ZDF dal 23 febbraio al 11 maggio 2018.
In Italia, la stagione è trasmessa in prima visione assoluta su Rai 2 dal 12 febbraio all'11 dicembre 2022. 
In questa stagione esce di scena Mark Lohmann interpretato da Bert Tischendorf ed entra dal secondo episodio Alexander von Tal interpretato da  Aleksandar Radenkovic.
| nº | Titolo originale | Titolo italiano      | Prima TV Germania | Prima TV Italia   |
| -- | ---------------- | -------------------- | ----------------- | ----------------- |
| 1  | Mordslust        | Fantasmi del passato | 23 febbraio 2018  | 12 febbraio 2022  |
| 2  | Unvergessen      | Non dimenticare      | 2 marzo 2018      | 19 febbraio 2022  |
| 3  | Kinderspiel      | Il maestro           | 9 marzo 2018      | 6 maggio 2022     |
| 4  | Entgleist        | Deragliamento        | 16 marzo 2018     | 15 settembre 2022 |
| 5  | Liebesverrat     | Tradimento d'amore   | 23 marzo 2018     | 24 settembre 2022 |
| 6  | Lebensretterin   | Salvavita            | 23 marzo 2018     | 6 ottobre 2022    |
| 7  | Schöner wohnen   | L'apparenza inganna  | 6 aprile 2018     | 2 novembre 2022   |
| 8  | Schattenpolitik  | Soldi sporchi        | 13 aprile 2018    | 16 novembre 2022  |
| 9  | Schutzengel      | Angelo custode       | 20 aprile 2018    | 25 novembre 2022  |
| 10 | Verspielt        | Un costoso silenzio  | 27 aprile 2018    | 2 dicembre 2022   |
| 11 | Dämonen          | Demoni               | 4 maggio 2018     | 9 dicembre 2022   |
| 12 | Küchenschlacht   | Ambizioni pericolose | 11 maggio 2018    | 11 dicembre 2022  |